# Gesta Danorum

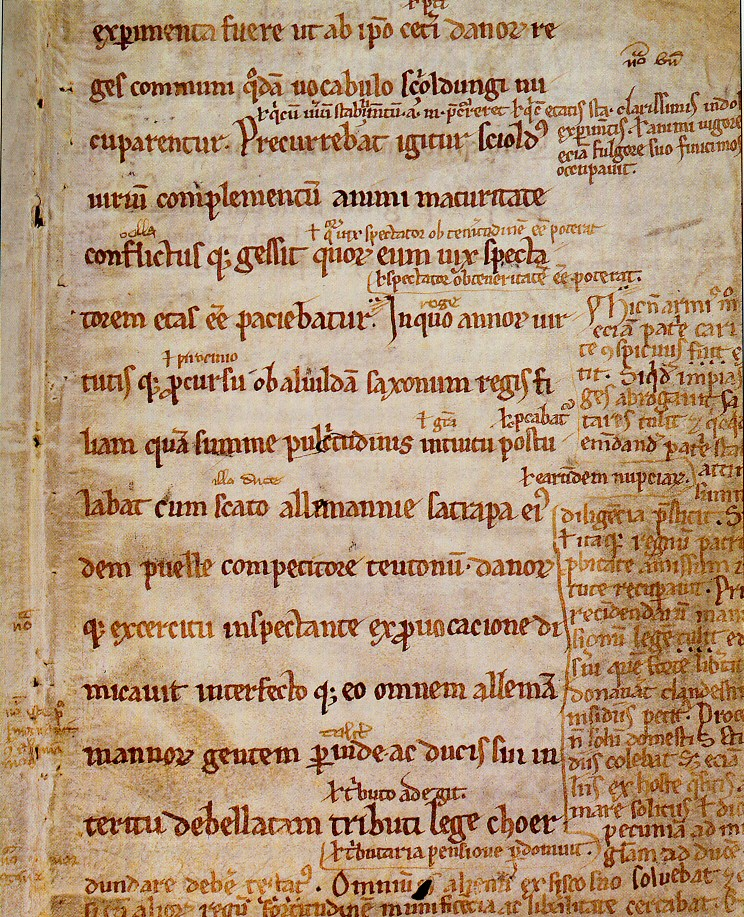
Gesta Danorum (Angers-fragment), blz. 1, voorkant.

Gesta Danorum (Daden van de Denen) is een patriottisch werk over de Deense geschiedenis, door de 12e-eeuwse schrijver Saxo Grammaticus ("Saxo de Geletterde", letterlijk "de Grammaticus"). Men moet de boeken niet zien als een compilatie van de prechristelijke mythologie, maar als een beschrijving van de geschiedenis van Denemarken. Het is de meest ambitieuze literaire onderneming uit het middeleeuwse Denemarken en het is een essentiële bron voor de vroege geschiedenis van Denemarken, hoewel de Gesta niet altijd even historisch betrouwbaar zijn. Het is ook een van de oudst bekende schriftelijke documenten over de geschiedenis van de Estland en Letland.
De Gesta Danorum bestaat uit zestien, in opdracht van aartsbisschop Absalon, in het Latijn geschreven boeken. Het werk beschrijft de Deense en tot op zekere hoogte de Scandinavische geschiedenis in het algemeen, vanaf de prehistorie tot de late 12e eeuw.
Daarnaast biedt de Gesta Danorum vanuit een uniek Scandinavisch perspectief ingenomen standpunten over Europese aangelegenheden in de hoge middeleeuwen, een waardevolle aanvulling op wat door West- en Zuid-Europese historici is overgeleverd.